# Segunda Federación 2025-26
La temporada 2025-26 de la Segunda Federación, de fútbol corresponde a la 5.ª edición de este campeonato que ocupa el cuarto nivel en el Sistema de ligas de fútbol de España. La fase regular comenzará el 7 de septiembre de 2025 y terminará el 3 de mayo de 2026. Posteriormente, a partir del 10 de mayo se disputará la promoción de ascenso a Primera Federación y la promoción de permanencia, que finalizarán el 31 de mayo.

## Sistema de competición
Participan noventa clubes de toda España, encuadrados en cinco grupos de dieciocho equipos según proximidad geográfica. Se enfrentan en cada grupo todos contra todos en dos ocasiones, una en campo propio y otra en campo contrario, durante un total de 34 jornadas. El orden de los encuentros se decide por sorteo antes de empezar la competición. La Federación Española de Fútbol es la responsable de designar las fechas de los partidos y los árbitros de cada encuentro y el equipo local la potestad de fijar el horario exacto de cada encuentro.
El ganador de un partido obtiene tres puntos, el perdedor cero puntos, y en caso de empate hay un punto para cada equipo.
Al término del campeonato, ascienden a Primera Federación diez equipos. El primer clasificado de cada grupo se proclama campeón y asciende directamente. En cada grupo, los cuatro equipos clasificados entre el segundo y el quinto lugar disputan la promoción de ascenso para decidir el segundo equipo que asciende. Esta promoción tiene formato de eliminación directa a doble partido.
Los cinco últimos equipos clasificados de cada grupo descienden directamente a Tercera Federación. Además, los cuatro decimoterceros clasificados con peor puntuación disputan la promoción por la permanencia para decidir dos equipos más que descienden. Por tanto, en total descienden 27 equipos.

## Equipos participantes
| Equipo                           | Localidad                  | Estadio                                       | Capacidad   |
| -------------------------------- | -------------------------- | --------------------------------------------- | ----------- |
| Águilas F. C.                    | Águilas                    | El Rubial                                     | 2700        |
| Deportivo Alavés "B"             | Vitoria                    | Ciudad Deportiva José Luis Compañón (Ibaia)   | 1300        |
| R. S. D. Alcalá                  | Alcalá de Henares          | Estadio Municipal El Val                      | 7000        |
| C. D. Alcoyano                   | Alcoy                      | Estadio El Collao                             | 4850        |
| C. D. Alfaro                     | Alfaro                     | Estadio La Molineta                           | 4000        |
| U. D. Almería "B"                | Almería                    | UD Almería Stadium                            | 18 331      |
| S. D. Amorebieta                 | Amorebieta-Echano          | Campo de fútbol Municipal Nuevo Urritxe       | 3250        |
| C. D. Andrach                    | Andrach                    | Sa Plana                                      | 600         |
| C. E. Atlètic Lleida             | Lérida                     | Camp d'Esports                                | 13 000      |
| Atlético Antoniano               | Lebrija                    | Estadio Municipal de Lebrija                  | 3500        |
| Atlético Astorga F. C.           | Astorga                    | La Eragudina                                  | 2000        |
| C. D. Atlético Baleares          | Palma de Mallorca          | Estadio Balear                                | 6000        |
| Atlético Malagueño               | Málaga                     | Ciudad Deportiva FMF Estadio Ciudad de Málaga | 1990        |
| Barça Atlètic                    | Sant Joan Despí            | Estadio Johan Cruyff                          | 6000        |
| U. D. Barbastro                  | Barbastro                  | Municipal de Barbastro                        | 4700        |
| C. D. Basconia                   | Basauri                    | Artunduaga                                    | 8500        |
| S. D. Beasáin                    | Beasáin                    | Loinaz                                        | 1500        |
| Bergantiños F. C.                | Carballo                   | Municipal As Eiroas                           | 3500        |
| Burgos C. F. Promesas            | Burgos                     | Castañares                                    | 500         |
| C. D. Castellón "B"              | Castellón de la Plana      | Javier Marquina                               | 2900        |
| C. D. Colonia Moscardó           | Madrid                     | Román Valero                                  | 5000        |
| U. B. Conquense                  | Cuenca                     | Complejo deportivo La Fuensanta               | 6000        |
| C. D. Coria                      | Coria                      | La Isla                                       | 1200        |
| Coruxo F. C.                     | Vigo                       | Campo do Vao                                  | 1200        |
| Deportiva Minera                 | Llano del Beal             | Estadio Municipal Ángel Celdrán               | 2000        |
| R. C. Deportivo Fabril           | La Coruña                  | Ciudad Deportiva de Abegondo                  | 3000        |
| C. D. Ebro                       | Zaragoza                   | El Carmen                                     | 400         |
| Real Zaragoza Deportivo Aragón   | Zaragoza                   | Ciudad Deportiva del Real Zaragoza            | 2500        |
| S. D. Eibar "B"                  | Éibar                      | Instalaciones de Unbe                         | 1000        |
| S. D. Ejea                       | Ejea de los Caballeros     | Estadio Municipal de Ejea                     | 2231        |
| Elche Ilicitano                  | Elche                      | Díez Iborra                                   | 1500        |
| R. C. D. Espanyol "B"            | Barcelona                  | Cd. Dptva. Dani Jarque                        | 4000        |
| C. D. Estepona                   | Estepona                   | Francisco Muñoz Pérez                         | 3900        |
| C. D. Extremadura                | Almendralejo               | Estadio Francisco de la Hera                  | 11 580      |
| C. F. Fuenlabrada                | Fuenlabrada                | Estadio Fernando Torres                       | 6000        |
| S. D. Gernika                    | Guernica y Luno            | Complejo deportivo Urbieta                    | 3000        |
| Getafe C. F. "B"                 | Getafe                     | Ciudad Deportiva Fernando Santos de la Parra  | 1500        |
| Gimnástica Segoviana C. F.       | Segovia                    | Estadio Municipal de La Albuera               | 3400        |
| Girona F. C. "B"                 | Gerona                     | Municipal Torres de Palau                     | 1000        |
| C. D. Ibiza Islas Pitiusas       | Ibiza                      | Municipal Can Misses III                      | 1000        |
| C. F. Intercity                  | Alicante                   | Estadio Antonio Solana                        | 2500        |
| U. P. Langreo                    | Langreo                    | Ganzábal                                      | 4024        |
| U. D. Las Palmas Atlético        | Las Palmas de Gran Canaria | Estadio de Gran Canaria Anexo Gran Canaria    | 32 392 2000 |
| C. D. Lealtad                    | Villaviciosa               | Las Callejas                                  | 3000        |
| Linares Deportivo                | Linares                    | Linarejos                                     | 10 000      |
| S. D. Logroñés                   | Logroño                    | Estadio Las Gaunas                            | 15 947      |
| U. D. Logroñés                   | Logroño                    | Estadio Las Gaunas                            | 15 947      |
| C. F. Lorca Deportiva            | Lorca                      | Estadio Francisco Artés Carrasco              | 8120        |
| Marino de Luanco                 | Luanco                     | Municipal de Miramar                          | 3500        |
| U. D. Melilla                    | Melilla                    | Municipal Álvarez Claro                       | 8000        |
| U. D. Mutilvera                  | Mutilva                    | Valle de Aranguren                            | 2000        |
| C. D. A. Navalcarnero            | Navalcarnero               | Mariano González                              | 2500        |
| Náxara C. D.                     | Nájera                     | Estadio La Salera                             | 1000        |
| C. D. Numancia                   | Soria                      | Nuevo Los Pajaritos                           | 8261        |
| U. E. Olot                       | Olot                       | Municipal de Olot                             | 2500        |
| Orihuela C. F.                   | Orihuela                   | Estadio municipal Los Arcos                   | 3000        |
| U. D. Ourense                    | Orense                     | Estadio de O Couto                            | 5659        |
| U. D. Poblense                   | La Puebla                  | Nuevo Campo de La Puebla                      | 8000        |
| U. D. Porreras                   | Porreras                   | Ses Forques                                   | 700         |
| C. D. Quintanar del Rey          | Quintanar del Rey          | San Marcos                                    | 2800        |
| Rayo Cantabria                   | Santander                  | Instalaciones Nando Yosu                      | 1000        |
| C. F. Rayo Majadahonda           | Majadahonda                | Cerro del Espino                              | 3865        |
| Rayo Vallecano "B"               | Madrid                     | Ciudad Deportiva Fundación Rayo Vallecano     | 2900        |
| Real Ávila C. F.                 | Ávila                      | Estadio Municipal Adolfo Suárez               | 6000        |
| Real Jaén C. F.                  | Jaén                       | Estadio de La Victoria                        | 12 569      |
| Real Madrid "C"                  | Madrid                     | Cd. Dptva. Real Madrid Florentino Pérez       | 6000        |
| Real Oviedo Vetusta              | Oviedo                     | Ciudad Deportiva El Requexón                  | 3000        |
| Real Unión de Irún               | Irún                       | Stadium Gal                                   | 6344        |
| Real Valladolid Promesas         | Valladolid                 | Anexos José Zorrilla                          | 1500        |
| R. C. Recreativo de Huelva       | Huelva                     | Estadio Nuevo Colombino                       | 21 670      |
| Reus F. C. Reddis                | Reus                       | Estadio Municipal de Reus                     | 4300        |
| Salamanca C. F. UDS              | Salamanca                  | Helmántico                                    | 17 341      |
| Salerm Puente Genil              | Puente Genil               | Estadio Municipal Manuel Polinario            | 2000        |
| U. D. Sámano                     | Sámano                     | Vallegón                                      | 1500        |
| U. D. San Sebastián de los Reyes | San Sebastián de los Reyes | Estadio municipal Nuevo Matapiñonera          | 3000        |
| U. E. Sant Andreu                | Barcelona                  | Estadio Narcís Sala                           | 6563        |
| S. D. Sarriana                   | Sarria                     | Municipal de Ribela                           | 5000        |
| Sestao River Club                | Sestao                     | Campo Municipal de Las Llanas                 | 4367        |
| Y. U. D. Socuéllamos C. F.       | Socuéllamos                | Paquito Giménez                               | 2500        |
| C. D. Tenerife "B"               | Santa Cruz de Tenerife     | Cd. Dptva. Javier Pérez                       | 2400        |
| Terrassa F. C.                   | Tarrasa                    | Olímpico de Tarrasa                           | 11 500      |
| Torrent C. F.                    | Torrente                   | Municipal San Gregorio                        | 3 000       |
| C. D. Tudelano                   | Tudela                     | Ciudad de Tudela                              | 11 000      |
| UCAM Murcia C. F.                | Murcia                     | BeSoccer La Condomina                         | 16 500      |
| C. D. Unión Malacitano           | Málaga                     | Estadio Ciudad de Málaga                      | 7562        |
| Utebo F. C.                      | Utebo                      | Estadio Santa Ana                             | 500         |
| Valencia C. F. Mestalla          | Paterna                    | Antonio Puchades                              | 2300        |
| Xerez C. D.                      | Jerez de la Frontera       | Municipal de Chapín                           | 20 523      |
| Xerez Deportivo F. C.            | Jerez de la Frontera       | Municipal de Chapín                           | 20 523      |
| Yeclano Deportivo                | Yecla                      | Estadio La Constitución                       | 4000        |

### Ascensos y descensos
Esta temporada acceden a la categoría los 27 equipos ascendidos de la edición anterior de Tercera Federación (18 lo hacen de forma directa y 9 mediante promoción) y los diez equipos descendidos de la temporada anterior de la Primera Federación.
| Ascendidos de 3.ª Federación | Ascendidos de 3.ª Federación | Ascendidos de 3.ª Federación | Ascendidos de 3.ª Federación | Ascendidos de 3.ª Federación | Ascendidos de 3.ª Federación |
| Pos.                         | Equipo                       | Pos.                         | Equipo                       | Pos.                         | Equipo                       |
| ---------------------------- | ---------------------------- | ---------------------------- | ---------------------------- | ---------------------------- | ---------------------------- |
| 1.º (I)                      | U. D. Ourense                | 1.º (X)                      | Salerm Puente Genil          | Prom. (IV)                   | S. D. Beasáin                |
| 1.º (II)                     | Real Oviedo Vetusta          | 1.º (XI)                     | U. D. Poblense               | Prom. (VIII)                 | Burgos C. F. Promesas        |
| 1.º (III)                    | U. D. Sámano                 | 1.º (XII)                    | U. D. Las Palmas Atlético    | Prom. (VII)                  | Rayo Vallecano "B"           |
| 1.º (IV)                     | C. D. Basconia               | 1.º (XIII)                   | C. F. Lorca Deportiva        | Prom. (XI)                   | U. D. Porreras               |
| 1.º (V)                      | Reus F. C. Reddis            | 1.º (XIV)                    | C. D. Extremadura            | Prom. (V)                    | Girona F. C. "B"             |
| 1.º (VI)                     | C. D. Castellón B            | 1.º (XV)                     | U. D. Mutilvera              | Prom. (XVIII)                | Y. U. D. Socuéllamos C. F.   |
| 1.º (VII)                    | R. S. D. Alcalá              | 1.º (XVI)                    | Náxara C. D.                 | Prom. (II)                   | C. D. Lealtad                |
| 1.º (VIII)                   | Atlético Astorga F. C.       | 1.º (XVII)                   | C. D. Ebro                   | Prom. (I)                    | S. D. Sarriana               |
| 1.º (IX)                     | Atlético Malagueño           | 1.º (XVIII)                  | C. D. Quintanar del Rey      | Prom. (IX)                   | Real Jaén C. F.              |

| Descendidos de 1.ª Federación | Descendidos de 1.ª Federación | Descendidos de 1.ª Federación | Descendidos de 1.ª Federación |
| Pos.                          | Equipo                        | Pos.                          | Equipo                        |
| ----------------------------- | ----------------------------- | ----------------------------- | ----------------------------- |
| 16.º (I)                      | Barça Atlètic                 | 16.º (II)                     | C. F. Fuenlabrada             |
| 17.º (I)                      | Sestao River Club             | 17.º (II)                     | Yeclano Deportivo             |
| 18.º (I)                      | Real Unión de Irún            | 18.º (II)                     | C. D. Alcoyano                |
| 19.º (I)                      | Gimnástica Segoviana C. F.    | 19.º (II)                     | R. C. Recreativo de Huelva    |
| 20.º (I)                      | S. D. Amorebieta              | 20.º (II)                     | C. F. Intercity               |

Abandonan la categoría diez equipos, que ascendieron a Primera Federación; cinco de forma directa y otros cinco mediante promoción. También abandonaron la categoría veintisiete equipos que descienden a Tercera Federación, veinticinco lo hacen de forma directa y otros dos mediante promoción.
| Ascendidos a 1.ª Federación | Ascendidos a 1.ª Federación   | Ascendidos a 1.ª Federación | Ascendidos a 1.ª Federación |
| Pos.                        | Equipo                        | Pos.                        | Equipo                      |
| --------------------------- | ----------------------------- | --------------------------- | --------------------------- |
| 1.º (I)                     | Pontevedra C. F.              | 2.º (V)                     | C. P. Cacereño              |
| 1.º (II)                    | Arenas Club                   | 3.º (I)                     | Real Avilés I. C. F.        |
| 1.º (III)                   | C. E. Europa                  | 3.º (V)                     | C. F. Talavera de la Reina  |
| 1.º (IV)                    | Juventud de Torremolinos C.F. | 4.º (III)                   | C. E. Sabadell              |
| 1.º (V)                     | C. D. Guadalajara             | 5.º (II)                    | C. D. Teruel                |

| Descendidos a 3.ª Federación | Descendidos a 3.ª Federación | Descendidos a 3.ª Federación | Descendidos a 3.ª Federación | Descendidos a 3.ª Federación | Descendidos a 3.ª Federación |
| Pos.                         | Equipo                       | Pos.                         | Equipo                       | Pos.                         | Equipo                       |
| ---------------------------- | ---------------------------- | ---------------------------- | ---------------------------- | ---------------------------- | ---------------------------- |
| 13.º (I)                     | U. M. Escobedo               | 15.º (III)                   | S. C. R. Peña Deportiva      | 17.º (II)                    | C. D. Subiza                 |
| 13.º (IV)                    | C. F. Villanovense           | 15.º (IV)                    | Cádiz C. F. Mirandilla       | 17.º (III)                   | R. C. D. Mallorca "B"'       |
| 14.º (I)                     | S. D. Compostela             | 15.º (V)                     | C. D. Móstoles URJC          | 17.º (IV)                    | Recreativo Granada           |
| 14.º (II)                    | C. D. Calahorra              | 16.º (I)                     | Gimnástica de Torrelavega    | 17.º (V)                     | C. D. Unión Sur Yaiza        |
| 14.º (III)                   | U. E. Cornellà               | 16.º (II)                    | Real Sociedad "C"            | 18.º (I)                     | C. D. Laredo                 |
| 14.º (IV)                    | R. B. Linense                | 16.º (III)                   | U. D. Alzira                 | 18.º (II)                    | C. D. Izarra                 |
| 14.º (V)                     | A. D. Unión Adarve           | 16.º (IV)                    | San Fernando C. D. I.        | 18.º (III)                   | C. F. Badalona Futur         |
| 15.º (I)                     | U. D. Llanera                | 16.º (V)                     | C. D. Illescas               | 18.º (IV)                    | C. D. Don Benito             |
| 15.º (II)                    | C. D. Anguiano               | 17.º (I)                     | C. D. Guijuelo               | 18.º (V)                     | C. D. Atlético Paso          |

## Grupo I

### Equipos por comunidad autónoma
| N.° | Comunidad autónoma | Equipos |
| --- | ------------------ | --- |
| 7   | Castilla y León    | Atlético Astorga C. F. Real Ávila C. F. Burgos C. F. Promesas Gimnástica Segoviana C. F. C. D. Numancia de Soria Salamanca C. F. UDS Real Valladolid Promesas |
| 5   | Galicia            | Bergantiños F. C. Coruxo F. C. R. C. Deportivo Fabril U. D. Ourense S. D. Sarriana                                                                            |
| 4   | Asturias           | U. P. Langreo C. D. Lealtad Marino de Luanco Real Oviedo Vetusta                                                                                              |
| 2   | Cantabria          | Rayo Cantabria U. D. Sámano |

### Clasificación
| Pos. | Equipo                         | Pts. | PJ | G | E | P | GF | GC | Dif. | Clasificación 2026-27                                    |
| ---- | ------------------------------ | ---- | -- | - | - | - | -- | -- | ---- | -------------------------------------------------------- |
| 1    | Atlético Astorga C. F.         | 0    | 0  | 0 | 0 | 0 | 0  | 0  | 0    | Ascenso a Primera Federación y Copa del Rey              |
| 2    | Bergantiños F. C.              | 0    | 0  | 0 | 0 | 0 | 0  | 0  | 0    | Promoción de ascenso a Primera Federación y Copa del Rey |
| 3    | Burgos C. F. Promesas          | 0    | 0  | 0 | 0 | 0 | 0  | 0  | 0    | Promoción de ascenso a Primera Federación                |
| 4    | Coruxo F. C.                   | 0    | 0  | 0 | 0 | 0 | 0  | 0  | 0    | Promoción de ascenso a Primera Federación y Copa del Rey |
| 5    | R. C. Deportivo Fabril         | 0    | 0  | 0 | 0 | 0 | 0  | 0  | 0    | Promoción de ascenso a Primera Federación                |
| 6    | Gimnástica Segoviana C. F.     | 0    | 0  | 0 | 0 | 0 | 0  | 0  | 0    | Clasificación a Copa del Rey                             |
| 7    | U. P. Langreo                  | 0    | 0  | 0 | 0 | 0 | 0  | 0  | 0    | Clasificación a Copa del Rey                             |
| 8    | C. D. Lealtad                  | 0    | 0  | 0 | 0 | 0 | 0  | 0  | 0    | Clasificación a Copa Federación                          |
| 9    | Marino de Luanco               | 0    | 0  | 0 | 0 | 0 | 0  | 0  | 0    |                                                          |
| 10   | C. D. Numancia de Soria        | 0    | 0  | 0 | 0 | 0 | 0  | 0  | 0    |                                                          |
| 11   | U. D. Ourense                  | 0    | 0  | 0 | 0 | 0 | 0  | 0  | 0    |                                                          |
| 12   | Real Oviedo Vetusta            | 0    | 0  | 0 | 0 | 0 | 0  | 0  | 0    |                                                          |
| 13   | Rayo Cantabria                 | 0    | 0  | 0 | 0 | 0 | 0  | 0  | 0    | Promoción de permanencia                                 |
| 14   | Real Ávila C. F.               | 0    | 0  | 0 | 0 | 0 | 0  | 0  | 0    | Descenso a Tercera Federación                            |
| 15   | Real Valladolid C. F. Promesas | 0    | 0  | 0 | 0 | 0 | 0  | 0  | 0    | Descenso a Tercera Federación                            |
| 16   | Salamanca C. F. UDS            | 0    | 0  | 0 | 0 | 0 | 0  | 0  | 0    | Descenso a Tercera Federación                            |
| 17   | U. D. Sámano                   | 0    | 0  | 0 | 0 | 0 | 0  | 0  | 0    | Descenso a Tercera Federación                            |
| 18   | S. D. Sarriana                 | 0    | 0  | 0 | 0 | 0 | 0  | 0  | 0    | Descenso a Tercera Federación                            |

Los primeros partidos se disputarán el 6 de septiembre de 2025.
 Fuente: BeSoccer

## Grupo II

### Equipos por comunidad autónoma
| N.° | Comunidad autónoma | Equipos |
| --- | ------------------ | --- |
| 8   | País Vasco         | Deportivo Alavés "B" S. D. Amorebieta C. D. Basconia S. D. Beasain S. D. Eibar "B" S. D. Gernika Club Real Unión de Irún Sestao River Club |
| 4   | Aragón             | Deportivo Aragón C. D. Ebro S. D. Ejea Utebo F. C.                                                                                         |
| 4   | La Rioja           | C. D. Alfaro S. D. Logroñés U. D. Logroñés Náxara C. D.                                                                                    |
| 2   | Navarra            | U. D. Mutilvera C. D. Tudelano |

### Clasificación
| Pos. | Equipo               | Pts. | PJ | G | E | P | GF | GC | Dif. | Clasificación 2026-27                                    |
| ---- | -------------------- | ---- | -- | - | - | - | -- | -- | ---- | -------------------------------------------------------- |
| 1    | Deportivo Alavés "B" | 0    | 0  | 0 | 0 | 0 | 0  | 0  | 0    | Ascenso a Primera Federación                             |
| 2    | C. D. Alfaro         | 0    | 0  | 0 | 0 | 0 | 0  | 0  | 0    | Promoción de ascenso a Primera Federación y Copa del Rey |
| 3    | S. D. Amorebieta     | 0    | 0  | 0 | 0 | 0 | 0  | 0  | 0    | Promoción de ascenso a Primera Federación y Copa del Rey |
| 4    | C. D. Basconia       | 0    | 0  | 0 | 0 | 0 | 0  | 0  | 0    | Promoción de ascenso a Primera Federación                |
| 5    | S. D. Beasain        | 0    | 0  | 0 | 0 | 0 | 0  | 0  | 0    | Promoción de ascenso a Primera Federación y Copa del Rey |
| 6    | Deportivo Aragón     | 0    | 0  | 0 | 0 | 0 | 0  | 0  | 0    |                                                          |
| 7    | C. D. Ebro           | 0    | 0  | 0 | 0 | 0 | 0  | 0  | 0    | Clasificación a Copa del Rey                             |
| 8    | S. D. Eibar "B"      | 0    | 0  | 0 | 0 | 0 | 0  | 0  | 0    |                                                          |
| 9    | S. D. Ejea           | 0    | 0  | 0 | 0 | 0 | 0  | 0  | 0    | Clasificación a Copa del Rey                             |
| 10   | S. D. Gernika Club   | 0    | 0  | 0 | 0 | 0 | 0  | 0  | 0    | Clasificación a Copa RFEF                                |
| 11   | S. D. Logroñés       | 0    | 0  | 0 | 0 | 0 | 0  | 0  | 0    |                                                          |
| 12   | U. D. Logroñés       | 0    | 0  | 0 | 0 | 0 | 0  | 0  | 0    |                                                          |
| 13   | U. D. Mutilvera      | 0    | 0  | 0 | 0 | 0 | 0  | 0  | 0    | Promoción de permanencia                                 |
| 14   | Náxara C. D.         | 0    | 0  | 0 | 0 | 0 | 0  | 0  | 0    | Descenso a Tercera Federación                            |
| 15   | Real Unión de Irún   | 0    | 0  | 0 | 0 | 0 | 0  | 0  | 0    | Descenso a Tercera Federación                            |
| 16   | Sestao River Club    | 0    | 0  | 0 | 0 | 0 | 0  | 0  | 0    | Descenso a Tercera Federación                            |
| 17   | C. D. Tudelano       | 0    | 0  | 0 | 0 | 0 | 0  | 0  | 0    | Descenso a Tercera Federación                            |
| 18   | Utebo F. C.          | 0    | 0  | 0 | 0 | 0 | 0  | 0  | 0    | Descenso a Tercera Federación                            |

Los primeros partidos se disputarán el 6 de septiembre de 2025.
 Fuente: BeSoccer
Criterios de clasificación: Puntos · Enfrentamientos directos · Diferencia de goles en enfrentamientos directos · Diferencia de goles · Goles a favor

## Grupo III

### Equipos por comunidad autónoma
| N.° | Comunidad autónoma   | Equipos |
| --- | -------------------- | --- |
| 8   | Cataluña             | C. E. Atlètic Lleida Barça Atlètic R. C. D. Espanyol "B" Girona F. C. "B" U. E. Olot Reus F. C. Reddis U. E. Sant Andreu Terrassa F. C. |
| 5   | Islas Baleares       | C. D. Andrach C. D. Atlético Baleares C. D. Ibiza Islas Pitiusas U. D. Poblense U. D. Porreras                                          |
| 4   | Comunidad Valenciana | C. D. Alcoyano C. D. Castellón "B" Torrent C. F. Valencia C. F. Mestalla                                                                |
| 1   | Aragón               | U. D. Barbastro |

### Clasificación
| Pos. | Equipo                     | Pts. | PJ | G | E | P | GF | GC | Dif. | Clasificación 2026-27                                    |
| ---- | -------------------------- | ---- | -- | - | - | - | -- | -- | ---- | -------------------------------------------------------- |
| 1    | C. D. Alcoyano             | 0    | 0  | 0 | 0 | 0 | 0  | 0  | 0    | Ascenso a Primera Federación y Copa del Rey              |
| 2    | C. D. Andrach              | 0    | 0  | 0 | 0 | 0 | 0  | 0  | 0    | Promoción de ascenso a Primera Federación y Copa del Rey |
| 3    | C. E. Atlètic Lleida       | 0    | 0  | 0 | 0 | 0 | 0  | 0  | 0    | Promoción de ascenso a Primera Federación y Copa del Rey |
| 4    | C. D. Atlético Baleares    | 0    | 0  | 0 | 0 | 0 | 0  | 0  | 0    | Promoción de ascenso a Primera Federación y Copa del Rey |
| 5    | U. D. Barbastro            | 0    | 0  | 0 | 0 | 0 | 0  | 0  | 0    | Promoción de ascenso a Primera Federación                |
| 6    | Barça Atlètic              | 0    | 0  | 0 | 0 | 0 | 0  | 0  | 0    |                                                          |
| 7    | C. D. Castellón "B"        | 0    | 0  | 0 | 0 | 0 | 0  | 0  | 0    |                                                          |
| 8    | R. C. D. Espanyol "B"      | 0    | 0  | 0 | 0 | 0 | 0  | 0  | 0    |                                                          |
| 9    | Girona F. C. "B"           | 0    | 0  | 0 | 0 | 0 | 0  | 0  | 0    |                                                          |
| 10   | C. D. Ibiza Islas Pitiusas | 0    | 0  | 0 | 0 | 0 | 0  | 0  | 0    | Clasificación a Copa del Rey                             |
| 11   | U. E. Olot                 | 0    | 0  | 0 | 0 | 0 | 0  | 0  | 0    | Clasificación a Copa RFEF                                |
| 12   | U. D. Poblense             | 0    | 0  | 0 | 0 | 0 | 0  | 0  | 0    |                                                          |
| 13   | U. D. Porreras             | 0    | 0  | 0 | 0 | 0 | 0  | 0  | 0    | Promoción de permanencia                                 |
| 14   | Reus F. C. Reddis          | 0    | 0  | 0 | 0 | 0 | 0  | 0  | 0    | Descenso a Tercera Federación                            |
| 15   | U. E. Sant Andreu          | 0    | 0  | 0 | 0 | 0 | 0  | 0  | 0    | Descenso a Tercera Federación                            |
| 16   | Terrassa F. C.             | 0    | 0  | 0 | 0 | 0 | 0  | 0  | 0    | Descenso a Tercera Federación                            |
| 17   | Torrent C. F.              | 0    | 0  | 0 | 0 | 0 | 0  | 0  | 0    | Descenso a Tercera Federación                            |
| 18   | Valencia C. F. Mestalla    | 0    | 0  | 0 | 0 | 0 | 0  | 0  | 0    | Descenso a Tercera Federación                            |

Los primeros partidos se disputarán el 6 de septiembre de 2025.
 Fuente: BeSoccer
Criterios de clasificación: Puntos · Enfrentamientos directos · Diferencia de goles en enfrentamientos directos · Diferencia de goles · Goles a favor

## Grupo IV

### Equipos por Comunidad Autónoma
| N.° | Comunidad autónoma | Equipos |
| --- | ------------------ | --- |
| 11  | Andalucía          | U. D. Almería "B" Atlético Antoniano Atlético Malagueño C. D. Estepona Real Jaén C. F. Linares Deportivo R. C. Recreativo de Huelva Salerm Puente Genil C. D. Unión Malacitano Xerez C. D. Xerez Deportivo F. C. |
| 5   | Región de Murcia   | Águilas F. C. C. F. Lorca Deportiva Deportiva Minera UCAM Murcia C. F. Yeclano Deportivo |
| 1   | Extremadura        | C. D. Extremadura |
| 1   | Melilla            | U. D. Melilla |

### Clasificación
| Pos. | Equipo                     | Pts. | PJ | G | E | P | GF | GC | Dif. | Clasificación 2026-27                                    |
| ---- | -------------------------- | ---- | -- | - | - | - | -- | -- | ---- | -------------------------------------------------------- |
| 1    | Águilas F. C.              | 0    | 0  | 0 | 0 | 0 | 0  | 0  | 0    | Campeón de grupo y Ascenso a Primera Federación          |
| 2    | U. D. Almería "B"          | 0    | 0  | 0 | 0 | 0 | 0  | 0  | 0    | Promoción de ascenso a Primera Federación                |
| 3    | Atlético Antoniano         | 0    | 0  | 0 | 0 | 0 | 0  | 0  | 0    | Promoción de ascenso a Primera Federación y Copa del Rey |
| 4    | Atlético Malagueño         | 0    | 0  | 0 | 0 | 0 | 0  | 0  | 0    | Promoción de ascenso a Primera Federación                |
| 5    | C. D. Estepona             | 0    | 0  | 0 | 0 | 0 | 0  | 0  | 0    | Promoción de ascenso a Primera Federación y Copa del Rey |
| 6    | C. D. Extremadura          | 0    | 0  | 0 | 0 | 0 | 0  | 0  | 0    | Clasificación a Copa del Rey                             |
| 7    | Real Jaén C. F.            | 0    | 0  | 0 | 0 | 0 | 0  | 0  | 0    | Clasificación a Copa del Rey                             |
| 8    | Linares Deportivo          | 0    | 0  | 0 | 0 | 0 | 0  | 0  | 0    | Clasificación a Copa RFEF                                |
| 9    | C. F. Lorca Deportiva      | 0    | 0  | 0 | 0 | 0 | 0  | 0  | 0    |                                                          |
| 10   | U. D. Melilla              | 0    | 0  | 0 | 0 | 0 | 0  | 0  | 0    |                                                          |
| 11   | Deportiva Minera           | 0    | 0  | 0 | 0 | 0 | 0  | 0  | 0    |                                                          |
| 12   | R. C. Recreativo de Huelva | 0    | 0  | 0 | 0 | 0 | 0  | 0  | 0    |                                                          |
| 13   | Salerm Puente Genil        | 0    | 0  | 0 | 0 | 0 | 0  | 0  | 0    | Promoción de permanencia                                 |
| 14   | UCAM Murcia C. F.          | 0    | 0  | 0 | 0 | 0 | 0  | 0  | 0    | Descenso a Tercera Federación                            |
| 15   | C. D. Unión Malacitano     | 0    | 0  | 0 | 0 | 0 | 0  | 0  | 0    | Descenso a Tercera Federación                            |
| 16   | Xerez C. D.                | 0    | 0  | 0 | 0 | 0 | 0  | 0  | 0    | Descenso a Tercera Federación                            |
| 17   | Xerez Deportivo F. C.      | 0    | 0  | 0 | 0 | 0 | 0  | 0  | 0    | Descenso a Tercera Federación                            |
| 18   | Yeclano Deportivo          | 0    | 0  | 0 | 0 | 0 | 0  | 0  | 0    | Descenso a Tercera Federación                            |

Los primeros partidos se disputarán el 6 de septiembre de 2025.
 Fuente: BeSoccer
Criterios de clasificación: Puntos · Enfrentamientos directos · Diferencia de goles en enfrentamientos directos · Diferencia de goles · Goles a favor

## Grupo V

### Equipos por comunidad autónoma
| N.° | Comunidad autónoma   | Equipos |
| --- | -------------------- | --- |
| 9   | Comunidad de Madrid  | R. S. D. Alcalá C. D. Colonia Moscardó C. F. Fuenlabrada Getafe C. F. "B" C. D. A. Navalcarnero C. F. Rayo Majadahonda Real Madrid C. F. "C" Rayo Vallecano "B" U. D. San Sebastián de los Reyes |
| 3   | Castilla-La Mancha   | U. B. Conquense C. D. Quintanar del Rey Y. U. D. Socuéllamos C. F. |
| 3   | Comunidad Valenciana | Elche Ilicitano C. F. C. F. Intercity Orihuela C. F. |
| 2   | Canarias             | C. D. Tenerife "B" U. D. Las Palmas Atlético |
| 1   | Extremadura          | C. D. Coria |

### Clasificación
| Pos. | Equipo                           | Pts. | PJ | G | E | P | GF | GC | Dif. | Clasificación 2026-27                                    |
| ---- | -------------------------------- | ---- | -- | - | - | - | -- | -- | ---- | -------------------------------------------------------- |
| 1    | R. S. D. Alcalá                  | 0    | 0  | 0 | 0 | 0 | 0  | 0  | 0    | Ascenso a Primera Federación y Copa del Rey              |
| 2    | C. D. Colonia Moscardó           | 0    | 0  | 0 | 0 | 0 | 0  | 0  | 0    | Promoción de ascenso a Primera Federación y Copa del Rey |
| 3    | U. B. Conquense                  | 0    | 0  | 0 | 0 | 0 | 0  | 0  | 0    | Promoción de ascenso a Primera Federación y Copa del Rey |
| 4    | C. D. Coria                      | 0    | 0  | 0 | 0 | 0 | 0  | 0  | 0    | Promoción de ascenso a Primera Federación y Copa del Rey |
| 5    | Elche Ilicitano C. F.            | 0    | 0  | 0 | 0 | 0 | 0  | 0  | 0    | Promoción de ascenso a Primera Federación                |
| 6    | C. F. Fuenlabrada                | 0    | 0  | 0 | 0 | 0 | 0  | 0  | 0    | Clasificación a Copa del Rey                             |
| 7    | Getafe C. F. "B"                 | 0    | 0  | 0 | 0 | 0 | 0  | 0  | 0    |                                                          |
| 8    | C. F. Intercity                  | 0    | 0  | 0 | 0 | 0 | 0  | 0  | 0    | Clasificación a Copa RFEF                                |
| 9    | U. D. Las Palmas Atlético        | 0    | 0  | 0 | 0 | 0 | 0  | 0  | 0    |                                                          |
| 10   | C. D. A. Navalcarnero            | 0    | 0  | 0 | 0 | 0 | 0  | 0  | 0    |                                                          |
| 11   | Orihuela C. F.                   | 0    | 0  | 0 | 0 | 0 | 0  | 0  | 0    |                                                          |
| 12   | C. D. Quintanar del Rey          | 0    | 0  | 0 | 0 | 0 | 0  | 0  | 0    |                                                          |
| 13   | C. F. Rayo Majadahonda           | 0    | 0  | 0 | 0 | 0 | 0  | 0  | 0    | Promoción de permanencia                                 |
| 14   | Rayo Vallecano "B"               | 0    | 0  | 0 | 0 | 0 | 0  | 0  | 0    | Descenso a Tercera Federación                            |
| 15   | Real Madrid C. F. "C"            | 0    | 0  | 0 | 0 | 0 | 0  | 0  | 0    | Descenso a Tercera Federación                            |
| 16   | U. D. San Sebastián de los Reyes | 0    | 0  | 0 | 0 | 0 | 0  | 0  | 0    | Descenso a Tercera Federación                            |
| 17   | Y. U. D. Socuéllamos C. F.       | 0    | 0  | 0 | 0 | 0 | 0  | 0  | 0    | Descenso a Tercera Federación                            |
| 18   | C. D. Tenerife "B"               | 0    | 0  | 0 | 0 | 0 | 0  | 0  | 0    | Descenso a Tercera Federación                            |

Los primeros partidos se disputarán el 6 de septiembre de 2025.
 Fuente: BeSoccer
Criterios de clasificación: Puntos · Enfrentamientos directos · Diferencia de goles en enfrentamientos directos · Diferencia de goles · Goles a favor